# Rhagodeya nubia
Rhagodeya nubia es una especie de arácnido  del orden Solifugae de la familia Rhagodidae.

## Distribución geográfica
Se encuentra en Sudán.